# Castalia (Iowa)
Castalia ist ein Dorf in Winneshiek County, Iowa, Vereinigte Staaten. Das U.S. Census Bureau hat bei der Volkszählung 2020 eine Einwohnerzahl von 145 ermittelt.

## Geographie
Laut der United States Census Bureau besitzt die Stadt eine Fläche von 1,9 km² (0,7 mi²).

## Demografien
Bei der Volkszählung vom Jahre 2000, zählte man 175 Personen, 79 Haushalte, und 48 ansässige Familien in der Stadt. Die Bevölkerungsdichte lag bei 93,8 Personen/km² (243,0 Personen/mi²). Es wurden 81 Unterbringungen mit einer Durchschnittsdichte von 43,4/km² (112,5/mi²). 95,43 % der Bevölkerung hatten weiße Hautfarbe, 2,29 % stammten aus einer anderen Rasse und 2,29 % stammten aus zwei oder mehr Rassen. Hispanics und Latinos aus allen möglichen Abstammungen, kamen auf 4,00 %.
Von den 79 Haushalten hatten 24,1 % Kinder unter 18 Jahren, die noch bei der Familie lebten, 49,4 % waren Verheiratete, 7,6 % waren alleinstehende Frauen und 39,2 % waren keine Familien. 30,4 % waren nur 1-Person-Wohnungen und 11,4 % wurden von einer einzelnen Person über 65 Jahren bewohnt. Die Durchschnittsgröße der Haushalte war 2,22 Räume und die Durchschnittsfamiliengröße betrug 2,69 Personen.
Die Stadtbevölkerung war folgendermaßen aufgeteilt. 19,4 % waren unter 18, 9,1 % zwischen 18 und 24, 25,7 % waren zwischen 25 und 44. 31,4 % waren zwischen 45 und 64, und 14,3 % waren älter als 64 Jahre. Das Durchschnittsalter betrug 40 Jahre. Auf 100 Frauen, kamen 108,3 Männer. Auf 100 Frauen, mit dem Alter 18 oder älter, kamen 113,6 Männer.
Das Durchschnittseinkommen pro Haushalt betrug $30.417, und das durchschnittliche Einkommen der Familien betrug $25.833. Männer hatten ein Durchschnittseinkommen von $28.750, im Gegensatz zu den Frauen, die auf $18.750 kamen. Das Pro-Kopf-Einkommen für die Stadt lag bei $17.228. Etwa 21,7 % von dem Familien und 15,4 % der Bevölkerung lagen unter der Armutsgrenze, dies beinhaltet 22,2 % der unter 18-Jährigen und keine Personen über 64.